# Juan Rovira Tarazona
Juan Rovira Tarazona (Lérida, 5 de mayo de 1930-Madrid, 3 de junio de 1990), jurista y político español.

## Biografía
Hijo del que fuera alcalde de Lérida y diputado por la Lliga Regionalista, asesinado al comienzo de la guerra civil española, Joan Rovira i Roure. Licenciado en Económicas y Derecho por la Universidad de Madrid, ganó por oposición la plaza de abogado del Estado. 
Durante el franquismo ocupó cargos de importancia en el Ministerio de Hacienda, llegando a subsecretario desde 1971 a 1973. Fundó el partido político Acción Regional Extremeña que se integraría más tarde en la Unión de Centro Democrático. Fue elegido diputado por las listas de este último partido para el Congreso de los Diputados en 1977 y mantuvo la reelección hasta 1982 cuando la formación política se desintegró. Más tarde se integró en la entonces Alianza Popular de la mano de Manuel Fraga Iribarne, siendo elegido de nuevo diputado por la circunscripción electoral de Alicante en la III legislatura.
En la I legislatura después de aprobada la Constitución española, fue nombrado ministro de Sanidad y Seguridad Social por Adolfo Suárez, destacando que reguló la donación para trasplante de órganos por vez primera en España. Cesado en 1980, pasó a ser Delegado del Gobierno en Cataluña.